# Sociedade Brasileira dos Amigos da Astronomia
A Sociedade Brasileira dos Amigos da Astronomia - SBAA é uma associação de amadores de astronomia do Brasil. Fundada em 26 de fevereiro de 1947 em Fortaleza - Ceará é a mais antiga instituição de amadores da astronomia do Brasil. Alguns de seus fundadores foram os astrônomos e amadores Rubens de Azevedo, Otacílio de Azevedo e João do Amaral Perdigão dentre outros.No começo foi amparada por diversas entidades, tais como: Consulado Paraguai em Fortaleza, Instituto Brasil-Estados Unidos, Casa de Juvenal Galeno, Casa de Cultura Raimundo Cela, Colégio Christus e Colégio 7 de Setembro.
Em junho de 1948 foi fundado o primeiro observatório da SBAA: Observatório Popular Flamarion, localizado na residência de Rubens de Azevedo, que foi seu primeiro presidente.